# Свенсен, Торбен Антон
Торбен Антон Свенсен (дат. Torben Anton Svendsen; 17 сентября 1904 года — 18 июня 1980 года) — датский виолончелист и режиссёр. Сын Антона Свенсена, муж Карин Неллемосе.
В 1922 г. окончил Королевскую Датскую консерваторию. В 1926—1949 гг. солист Датской Королевской капеллы. С 1933 г. играл в струнном квартете Эрлинга Блоха, затем также в Датском квартете и в духовом квинтете Королевской капеллы (оба под руководством флейтиста Хольгера Жильбера-Есперсена), в струнном трио и струнном квартете Герхарда Рафна и наконец в 1945—1949 гг. в струнном квартете Юлиуса Коппеля. С этими составами участвовал в записи нескольких камерных ансамблей Карла Нильсена, стал первым исполнителем струнного трио Вагна Хольмбоэ (1932), квартета Руда Ланггора (1938) и др.
В дальнейшем, однако, Свенсен переключился с занятий музыкой на театр и кинематограф. С 1950 г. он работал режиссёром в датском Королевском театре, в 1966—1974 гг. был его художественным руководителем. Одновременно с 1959 г. Свенсен ставил радиоспектакли, работал на телевидении. В конце 1940-х гг. снял несколько короткометражных и документальных кинофильмов, в 1950 г. дебютировал полнометражным фильмом «Сусанна», получившим премию «Бодил» как лучший датский фильм года. Продолжал работать в кино до конца 1960-х гг.